# Indywidualne Mistrzostwa Polski w Zapasach 1927
Mistrzostwa Polski w Zapasach 1927 – zawody sportowe, które odbyły się 5 i 6 czerwca 1927 we Lwowie.
Mistrzostwa odbyły się wyłącznie w stylu klasycznym.

## Medaliści
| Kategoria:     | Złoto:                               | Srebro:                             | Brąz:                                 |
| waga musza     | Henryk Ganzera Sokół Rybnik          | Ferdynand Botorek Sokół II Katowice | Karol Kucharczyk Powstaniec Nowa Wieś |
| waga kogucia   | Konstanty Moczko Sokół II Katowice   | Michalik Powstaniec Nowa Wieś       | Ryszard Dworok Strzelec Nowy Bytom    |
| waga piórkowa  | Wacław Ziółkowski PTA Warszawa       | Leon Mazurek Powstaniec Nowa Wieś   | Edmund Mazurek Powstaniec Nowa Wieś   |
| waga lekka     | Ryszard Błażyca Powstaniec Nowa Wieś | Czachór Lwów                        | Antoni Pawlikowski Wisła Kraków       |
| waga średnia   | Aleksander Jaworski Wisła Kraków     | Henryk Mięsok Sokół II Katowice     | Stefan Leitgeber Inowrocław           |
| waga półciężka | Jan Gałuszka Sokół II Katowice       | Pełech Zbyszko Cyganiewicz Lwów     | Głomb Sokół II Katowice               |
| waga ciężka    | Marian Cieniewski PTA Warszawa       | Karol Wierzbicki PTA Warszawa       | Jerzy Puciata PTA Warszawa            |